# Diamesa alpina
Diamesa alpina är en tvåvingeart som beskrevs av Tokunaga 1936. Diamesa alpina ingår i släktet Diamesa och familjen fjädermyggor. Inga underarter finns listade i Catalogue of Life.